# Monastère de Palcho

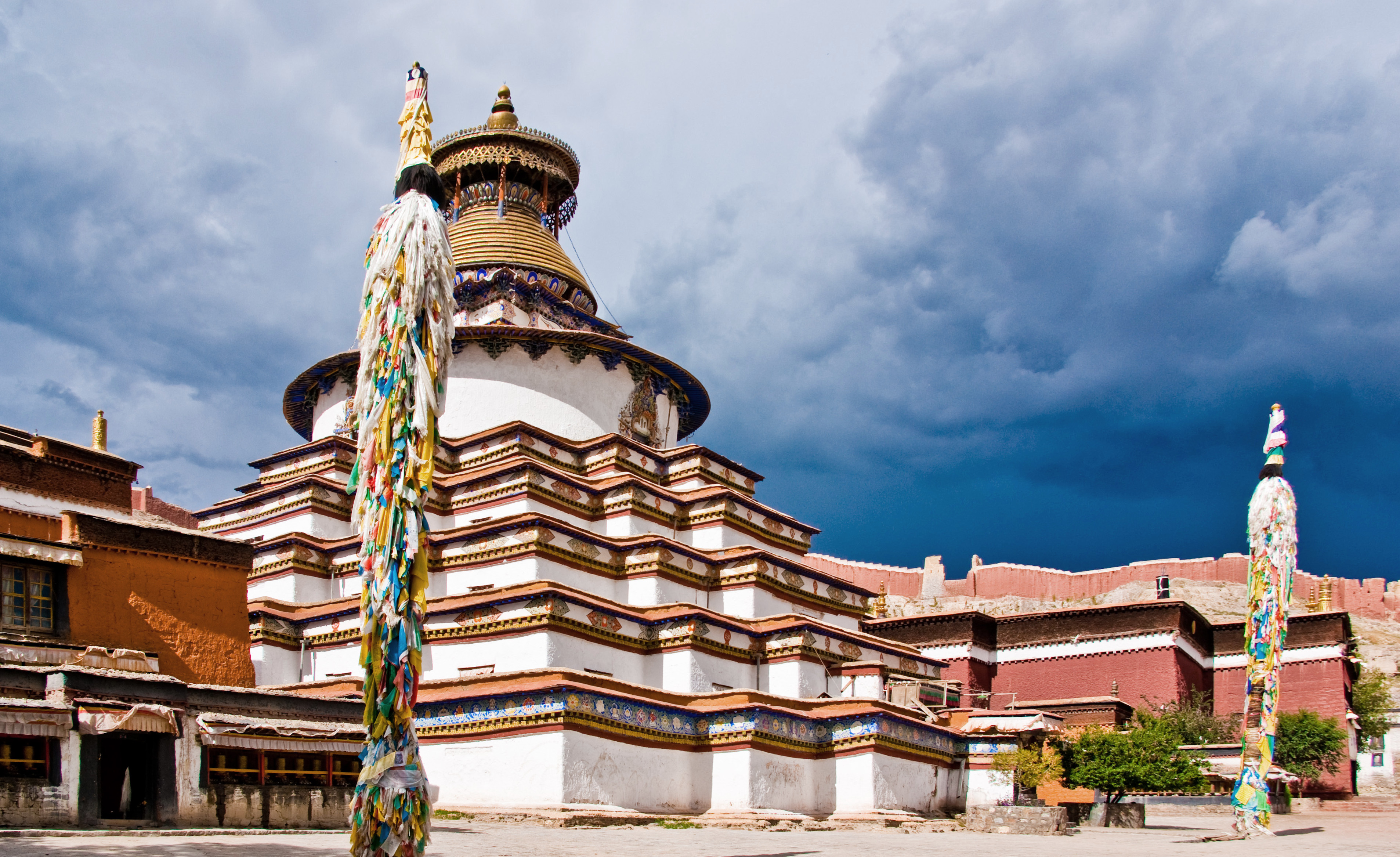
Le Kumbum.

Le monastère de Palcho ou monastère de Pelkor Chode (tibétain : དཔལ་ཆོས་དགོན།, Wylie : dpal 'khor chos sde ; chinois : 白居寺 ; pinyin : báijū sì ou translittération du tibétain, 班廓曲德, bānkuò qǔdé) ou Shekar Gyantsé est le monastère principal de Gyantsé, Tibet, à côté du dzong ou fort.

## Histoire
Il est plus remarquable pour son Kumbum, et ses 108 chapelles sur 4 étages. Le monastère a été fondé en 1418 par le second prince de Gyantsé, Rabten Kunsang, qui était un disciple de Kedrub Je, lui-même disciple de Tsongkhapa.
Il est devenu un pôle important de l’école sakyapa du bouddhisme tibétain.
En 1904, pendant l'Expédition militaire britannique au Tibet (1903-1904), la ville et le monastère ont été attaqués par des soldats britanniques et, bien que la plupart des dégâts aient été restaurés plus tard, des impacts de balles de cette attaque sont encore visibles dans le monastère. Il a été partiellement détruit en 1959 après une révolte contre la domination chinoise. Il a été mis à sac au cours de la révolution culturelle, mais a depuis été largement restauré,.
Depuis 1998, il est inscrit sur la liste des sites historiques et culturels majeurs protégés au niveau national sous le numéro de catalogue, 4-160.